# Peukolaos

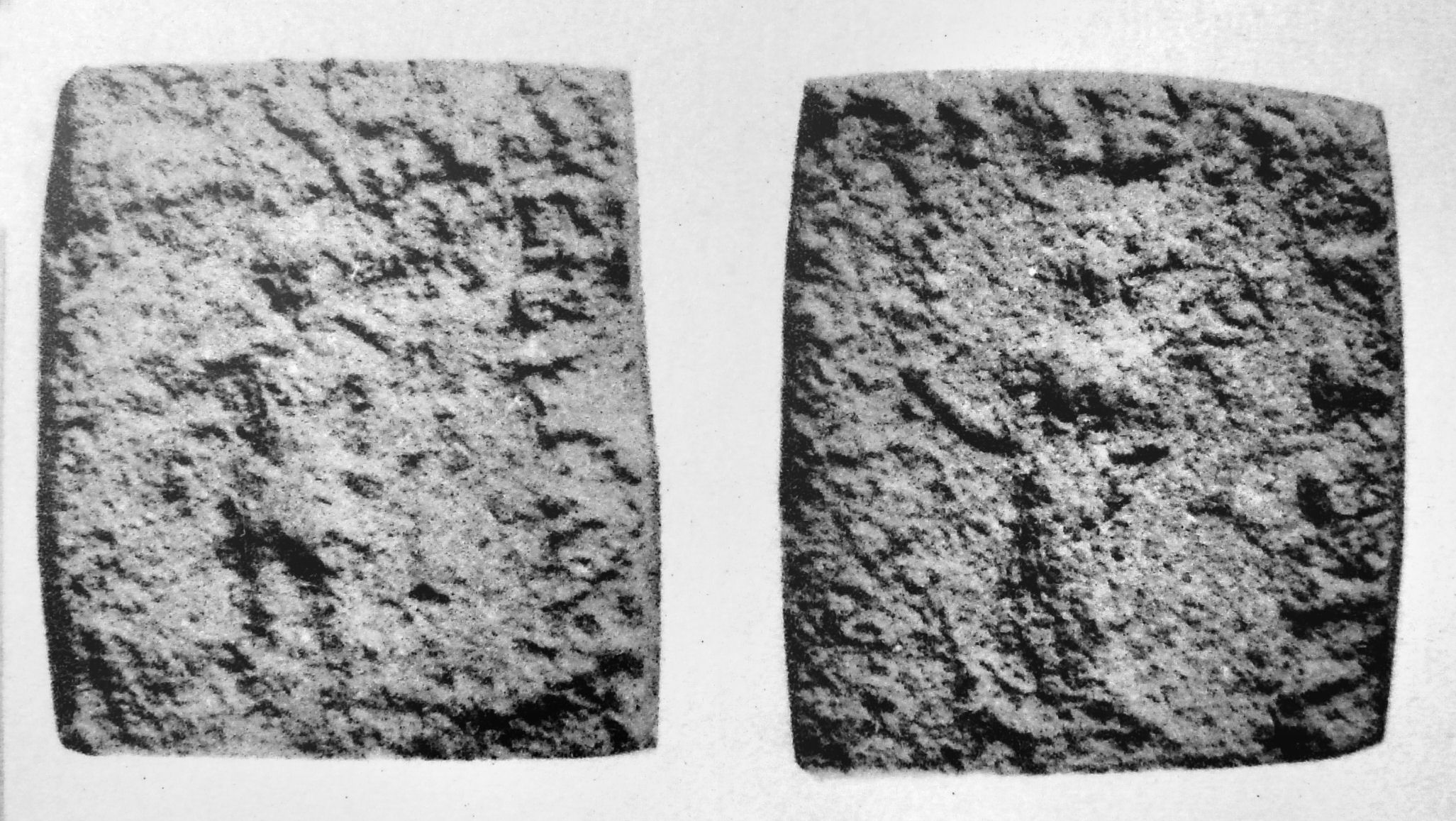
Tiền xu của Peukalaos.

Peucolaus Soter Dikaios(Tiếng Hy Lạp: Πευκόλαος ὁ Σωτήρ, ὁ Δίκαιος) là một vua Ấn-Hy Lạp trị vì trong khu vực Gandhara khoảng năm 90 TCN. Triều đại của ông có thể rất ngắn ngủi và không đáng kể, ông chỉ được biết đến thông qua một vài đồng tiền còn sót lại, và mối quan hệ với các vị vua Ấn-Hy Lạp sau này còn chưa rõ ràng.
Tên của ông có thể được hiểu là " Người đàn ông từ Pushkalavati", một thành phố Ấn-Hy Lạp quan trọng ở phía đông của Kabul.

## Tiền của Peucolaos
Peucolaos đã đúc tiền xu bằng bạc theo tiêu chuẩn của Ấn Độ với bức chân dung điển hình cùng vương miện, và ở phía bên kia là hình ảnh thần Zeus đang đứng, giống với kiểu của các vị vua đương thời như Heliokles II và Archebios. 
| Tiền triều: Amyntas Nikator | Vua Ấn-Hy Lạp (Arachosia, Gandhara) (khoảng năm 90 TCN) | Kế tục: Menander II |